# القصير (مرجعيون)
القصير  هي إحدى القرى اللبنانية في جبل عامل من قرى قضاء مرجعيون في محافظة النبطية.